# Anabarhynchus abdominalis
Anabarhynchus abdominalis är en tvåvingeart som beskrevs av Krober 1912. Anabarhynchus abdominalis ingår i släktet Anabarhynchus och familjen stilettflugor. Inga underarter finns listade i Catalogue of Life.